# Orobanche artemisiae-campestris
Orobanche artemisiae-campestris är en snyltrotsväxtart som beskrevs av Jean François Aimée Gottlieb Philippe Gaudin. Orobanche artemisiae-campestris ingår i släktet snyltrötter, och familjen snyltrotsväxter. Inga underarter finns listade i Catalogue of Life.